# Atheta diversa
Atheta diversa är en skalbaggsart som först beskrevs av Sharp 1869.  Atheta diversa ingår i släktet Atheta, och familjen kortvingar. Arten är reproducerande i Sverige.